# Pute
Pute (em hebreu פוט, na Septuaginta Φουδ Phoud) é um personagem do Antigo Testamento da Bíblia.
Filho de Cam, é então neto de Noé. Seus descendentes são guerreiros.
Teve como irmãos Mizraim, Cuxe e Canaã.
Flávio Josefo identifica Pute (Phut) como o ancestral dos líbios. Newton, em seus estudos para fazer a síntese da mitologia grega com a Bíblia, identifica Pute com Anteu ou com Atlas.